# Премия журнала Empire (2010)
15-я церемония вручения наград премии «Империя» за заслуги в области кинематографа за 2009 год состоялась 28 марта 2010 года в Grosvenor House Hotel (Лондон, Великобритания). Премию провел ирландский комик и телеведущий Дара О Бриэн. Лауреаты были определены по итогам голосования аудиторией журнала Empire.
Наибольшее число наград получил фильм Аватар — 3 (Лучший фильм,Лучшая актриса, Лучший режиссёр). Фильмы Аватар и Бесславные ублюдки были представлены в наибольшем числе номинаций — 5.

## Список лауреатов и номинантов
• Лауреаты выделены отдельным цветом. 
| Категории                                      | Лауреаты и номинанты                                                                                                  |
| ---------------------------------------------- | --- |
| Лучший фильм                                   | • Аватар / Avatar |
| Лучший фильм                                   | • Бесславные ублюдки / Inglourious Basterds                                                                           |
| Лучший фильм                                   | • Звёздный путь / Star Trek                                                                                           |
| Лучший фильм                                   | • Повелитель бури / The Hurt Locker                                                                                   |
| Лучший фильм                                   | • Район № 9 / District 9                                                                                              |
| Лучший британский фильм                        | • Гарри Браун / Harry Brown                                                                                           |
| Лучший британский фильм                        | • В петле / In the Loop                                                                                               |
| Лучший британский фильм                        | • Воображариум доктора Парнаса / The Imaginarium of Doctor Parnassus                                                  |
| Лучший британский фильм                        | • Воспитание чувств / Les Misérables                                                                                  |
| Лучший британский фильм                        | • Стать Джоном Ленноном / Nowhere Boy                                                                                 |
| Лучшая комедия                                 | • В петле / In the Loop                                                                                               |
| Лучшая комедия                                 | • Безумный спецназ / The Men Who Stare at Goats                                                                       |
| Лучшая комедия                                 | • Мальчишник в Вегасе / The Hangover                                                                                  |
| Лучшая комедия                                 | • Мне бы в небо / Up in the Air                                                                                       |
| Лучшая комедия                                 | • Серьёзный человек / A Serious Man                                                                                   |
| Лучший фильм ужасов                            | • Впусти меня / Låt den rätte komma in                                                                                |
| Лучший фильм ужасов                            | • Добро пожаловать в Zомбилэнд / Zombieland                                                                           |
| Лучший фильм ужасов                            | • Жажда / Bakjwi |
| Лучший фильм ужасов                            | • Затащи меня в Ад / Drag Me to Hell                                                                                  |
| Лучший фильм ужасов                            | • Паранормальное явление / Paranormal Activity                                                                        |
| Лучший научно-фантастический фильм или фэнтези | • Звёздный путь / Star Trek                                                                                           |
| Лучший научно-фантастический фильм или фэнтези | • Аватар / Avatar |
| Лучший научно-фантастический фильм или фэнтези | • Воображариум доктора Парнаса / The Imaginarium of Doctor Parnassus                                                  |
| Лучший научно-фантастический фильм или фэнтези | • Луна 2112 / Moon |
| Лучший научно-фантастический фильм или фэнтези | • Район № 9 / District 9                                                                                              |
| Лучший триллер                                 | • Шерлок Холмс / Sherlock Holmes                                                                                      |
| Лучший триллер                                 | • Бесславные ублюдки / Inglourious Basterds                                                                           |
| Лучший триллер                                 | • Гарри Браун / Harry Brown                                                                                           |
| Лучший триллер                                 | • Джонни Д. / Public Enemies                                                                                          |
| Лучший триллер                                 | • Повелитель бури / The Hurt Locker                                                                                   |
| Лучший актёр                                   | • Кристоф Вальц — «Бесславные ублюдки» (за роль штандартенфюрера СС Ганса Ланда)                                      |
| Лучший актёр                                   | • Майкл Кейн — «Гарри Браун» (за роль Гарри Брауна)                                                                   |
| Лучший актёр                                   | • Роберт Дауни-младший — «Шерлок Холмс» (за роль Шерлока Холмса)                                                      |
| Лучший актёр                                   | • Роберт Паттинсон — «Сумерки. Сага. Новолуние» (за роль Эдварда Каллена)                                             |
| Лучший актёр                                   | • Сэм Уортингтон — «Аватар» (за роль Джейка Салли)                                                                    |
| Лучшая актриса                                 | • Зои Салдана — «Аватар» (за роль Нейтири)                                                                            |
| Лучшая актриса                                 | • Кэри Маллиган — «Воспитание чувств» (за роль Дженни Меллор)                                                         |
| Лучшая актриса                                 | • Мелани Лоран — «Бесславные ублюдки» (за роль Шошанны Дрейфус)                                                       |
| Лучшая актриса                                 | • Эмили Блант — «Молодая Виктория» (за роль королевы Виктории)                                                        |
| Лучшая актриса                                 | • Энн-Мари Дафф — «Стать Джоном Ленноном» (за роль Джулии Леннон)                                                     |
| Лучший режиссёр                                | • Джеймс Кэмерон — «Аватар»                                                                                           |
| Лучший режиссёр                                | • Дж. Дж. Абрамс — «Звёздный путь»                                                                                    |
| Лучший режиссёр                                | • Квентин Тарантино — «Бесславные ублюдки»                                                                            |
| Лучший режиссёр                                | • Кэтрин Бигелоу — «Повелитель бури»                                                                                  |
| Лучший режиссёр                                | • Нил Бломкамп — «Район № 9»                                                                                          |
| Лючший дебют                                   | • Аарон Джонсон — «Стать Джоном Ленноном» (за роль Джона Леннона)                                                     |
| Лючший дебют                                   | • Анна Кендрик — «Сумерки. Сага. Новолуние» и «Мне бы в небо» (за роль Джессики Стэнли и Натали Кинер соответственно) |
| Лючший дебют                                   | • Кэри Маллиган — «Воспитание чувств» (за роль Дженни Меллор)                                                         |
| Лючший дебют                                   | • Кэти Джарвис — «Аквариум» (за роль Мии Уильямс)                                                                     |
| Лючший дебют                                   | • Шарлто Копли — «Район № 9» (за роль Викуса ван де Мерве)                                                            |
| Снять за 60 секунд                             | • Марк С. Вонг, Кристофер Слотер — «Лучший стрелок за 60 секунд»                                                      |

### Специальные награды
- «Вдохновение премии „Империя“» — Энди Серкис
- Герой «Empire» — Джуж Лоу
- Легенда «Empire» — Иэн Маккеллен
- За вклад в развитие британского кино — Рэй Уинстон